# Ryan Oulahen
Ryan Oulahen (* 26. März 1985 in Newmarket, Ontario) ist ein ehemaliger kanadischer Eishockeystürmer und aktuell Cheftrainer der Flint Firebirds in der Ontario Hockey League.

## Karriere
Ryan Oulahen spielte zunächst in unterklassigen kanadischen Juniorenligen, unter anderem für die Wexford Raiders und anschließend in der zweitklassigen Juniorenliga OPJHL bei seinem Heimatverein Newmarket Hurricanes. Nach einer guten Saison, in der er 18 Tore erzielte und 17 vorbereiten konnte, wechselte er in die hochklassige Ontario Hockey League zu den Brampton Battalion. In Brampton konnte er sich durch gute Leistungen im Kader durchsetzen und kam auf 43 Punkte in 61 Spielen. Die Detroit Red Wings wählten ihn daraufhin im NHL Entry Draft 2003 in der fünften Runde an Position 164 aus.
Oulahen blieb aber weiterhin in der OHL, konnte aber in der folgenden Saison auch aufgrund von Verletzungen nicht an die Leistungen der Vorsaison anknüpfen. Erst in den Playoffs, wo die Battalion die zweite Runde erreichten, fand er wieder zur alten Form zurück. Sein bestes Jahr bei den Junioren hatte er schließlich 2004/05. Oulahen führte die Brampton Battalion als Mannschaftskapitän an und war mit 58 Punkten hinter Wojtek Wolski und Luciano Aquino drittbester Scorer des Teams. Auch in den Playoffs überzeugte er mit fünf Punkten in fünf Spielen, verpasste jedoch das sechste Spiel der ersten Runde, das zum Ausscheiden der Mannschaft führte, wegen einer Gehirnerschütterung. Am Ende der Saison wurde er von den Trainern der Eastern Conference zum besten Unterzahlspieler und zweitbesten Defensivstürmer gewählt.
Oulahen wechselte im Herbst 2005 zu den Senioren in die American Hockey League, wo er für die Grand Rapids Griffins, das Farmteam der Detroit Red Wings, spielen sollte. Er absolvierte eine solide Debütsaison mit 19 Punkten in 75 Spielen, wobei er aber hauptsächlich durch sein defensives Spiel überzeugte. In den Playoffs, in denen die Griffins bis ins Conference-Finale einzogen, blieb er jedoch in allen 16 Spielen punktlos.
In der Saison 2006/07 entwickelte er vor allem sein Spiel als Zwei-Wege-Stürmer weiter und stieg auch in der Hierarchie der Mannschaft auf, sodass er auf Grund von Verletzungen anderer Spieler zeitweise als Alternativkapitän auflief. Die Spielzeit beendete er mit elf Toren und 16 Assists, allerdings scheiterten die Griffins in den Playoffs bereits in der ersten Runde.
Während der Saison 2007/08 stieg Oulahen zum Führungsspielers auf und teilte sich mit den älteren Mitspieler Garrett Stafford und Mark Cullen den Posten als Mannschaftskapitän der Griffins. Zudem spielte er mit 30 erzielten Scorerpunkten seine bis dahin beste Saison und sein Vertrag wurde im Sommer 2008 um ein weiteres Jahr verlängert.
Auch in der folgenden Spielzeit gehörte er erneut zu den Stützen im defensiven Spiel und wurde für kurze Zeit sogar als Verteidiger eingesetzt. Vor allem im Unterzahlspiel der Griffins, das unter den besten der Liga rangierte, war er einer der wichtigsten Spieler. Bereits Ende Februar 2009 erzielte er sein 15. Saisontor und setzte damit eine neue persönliche Bestmarke, nachdem er sie im Vorjahr mit 14 Treffern schon verbessert hatte. Am Ende der Saison standen 19 Treffer und 31 Scorerpunkte zu Buche. Beides persönliche Rekorde. Jedoch zog er sich kurz vor dem Saisonende am 27. März eine schwere Hüftverletzung zu, weshalb er die Playoffs verpasste und stattdessen als Assistenztrainer fungierte.
Aufgrund des langwierigen Heilungsprozess und mehreren Operationen an der Hüfte musste Oulahen sein Comeback während der Saison 2009/10 immer wieder verschieben und schließlich wegen anhaltender Schmerzen komplett absagen. Nach einer weiteren Operation im Juni 2010 rieten ihm die Ärzte zum Karriereende und Oulahen folgte schließlich diesem Rat.
Zum Zeitpunkt seines Karriereendes war Oulahen mit 302 Einsätzen AHL-Rekordspieler der Grand Rapids Griffins.
Im Januar 2011 übernahm Oulahen den Posten als Assistenztrainer bei seinem früheren Juniorenteam Brampton Battalion. Im Jahre 2016 übernahm er als Cheftrainer die Flint Firebirds.

## Erfolge und Auszeichnungen
- 2005 Bester Unterzahlspieler der OHL-Eastern Conference

## Karrierestatistik
(Legende zur Spielerstatistik: Sp oder GP = absolvierte Spiele; T oder G = erzielte Tore; V oder A = erzielte Assists; Pkt oder Pts = erzielte Scorerpunkte; SM oder PIM = erhaltene Strafminuten; +/− = Plus/Minus-Bilanz; PP = erzielte Überzahltore; SH = erzielte Unterzahltore; GW = erzielte Siegtore; 1 Play-downs/Relegation; Kursiv: Statistik nicht vollständig)